# Mówię tak, myślę nie
Mówię tak, myślę nie – album Ewy Bem wydany w roku 2001. Współproducentami płyty są Kayah, Krzysztof Pszona i Kuba Badach. Teksty autorstwa Ewy Bem, Kayah, Janusza Onufrowicza, Marka Dutkiewicza, Andrzeja Piasecznego.
Album został nagrodzony Fryderykiem w kategorii „Album roku - pop” w 2001 r. 
W nagraniu płyty udział wzięli:
programowanie instr. klawiszowych - Kayah, Krzysztof Pszona; 
instr. klawiszowe - Kuba Badach; 
gitara basowa - Robert Kubiszyn, Filip Sojka; 
gitara - Przemysław Maciołek, Artur Affek, Michał Grymuza; 
perkusja - Robert Luty; 
instr. perkusyjne - Paweł Winiszewski; 
fortepian - Grzegorz Jabłoński; 
chórki - Dorota Miśkiewicz, Patrycja Gola, Małgorzata Orczyk, Ania Szarmach, Jacek Kotlarski, Mariusz Mario Szaban.

## Lista utworów
1. Podaruj mi trochę słońca
2. Mimo wszystko
3. Sms-y
4. Mówię tak, myślę nie
5. Cały świat
6. Słowem...
7. Jesteś mój
8. Być albo mieć
9. Wszystkiego najlepszego
10. Jak dwa dodać dwa
11. Jak człowiek uparty
12. Wyznanie gdy brak słów
13. Kiedyś kochałam
14. Jeszcze raz